# Louise Shepherd
Louise Shepherd (* 1958) ist eine australische Sportkletterin, die in den 1980er Jahren neben Lynn Hill und Catherine Destiville zu den erfolgreichsten gehörte. Anerkennung erhielt sie insbesondere durch die erste Frauenbegehung von Separate Reality (1981).

## Karriere
1978 begann Louise Shepherd mit ihrem damaligen Partner, Kym Smith, im Grampians-Nationalpark zu klettern. Bald danach überzeugte sie auch ihre beiden jüngeren Brüder Chris und Lincoln vom Klettern. Viele ihrer Begehungen wurden später mit den beiden durchgeführt.
Im Yosemite Valley in Kalifornien gelang ihr 1981 die erste Frauenbegehung der Route Separate Reality (7b/5.12a). Sie kletterte die Route onsight, das heißt im ersten Versuch. Ein Tag später beging sie die Route Tales of Power (7b+/5.12b) im zweiten Versuch. Im Laufe ihrer Karriere gelangen ihr viele erste Frauenbegehungen, wobei nach ihren eigenen Angaben in den 1980er Jahren in einer solchen oftmals nichts Besonderes gesehen wurde. Dazu zählen etwa Lord of the Flies (7c/5.12c), Trojan und London Wall (beide 7a+/5.11d).
Mit Jon Muir, Alan Sweetman, Lydia Bradey, Brigitte und Geoffrey Little geriet sie 1987 beim Kedar Dome im Himalaya in ein Schneegestöber und wurde von einer Lawine überrascht. Sie entkam nur knapp und bestieg danach nie wieder einen Berg dieser Höhe.
Seit 1988 lebt sie im Dörfchen Natimuk, in der Nähe des Mount Arapiles und arbeitet in Dyurrite als Kletterführerin in dem von ihr und Chris Peisker gegründeten Unternehmen The Climbing Company. Louise Shepherd setzt sich für den Umweltschutz ein, unter anderem mit Baumpflanzungen gegen die Erosion in der Gegend um Wimmera in Victoria.

## Erfolge (Auswahl)
(Quellen: )

### 7c (5.12c/27) – E6 6a
- Lord of the Flies –  1985 – Llanberis Pass, Gwynedd, Wales – erste Begehung durch eine Frau

### 7b+ (5.12b/26)
- Tales of Power – 1981 – Yosemite Valley, Kalifornien – im zweiten Versuch
- Procul Harum – Mount Arapiles, Australien

### 7b (5.12a/26)
- Separate Reality – 1981 – Yosemite Valley, Kalifornien – Onsight, erste Begehung durch eine Frau; heute nach einem Steinabbruch mit 7a+ bewertet.
- Crimson Cringe – 1981 – Yosemite Valley, Kalifornien – Onsight
- Denim – Mount Arapiles, Australien – im zweiten Versuch
- Ticket to Retirement – 1986 – Victoria Range, Grampians-Nationalpark, Australien – Erstbegehung der ersten drei von vier Seillängen mit Steve Monks

### 7a+ (5.11d/25) – E5 6a
- Trojan – 1981 – Mount Arapiles, Australien – erste Onsight-Begehung der Route
- London Wall – Millstone Edge, Peak District, England – Onsight
- Diazepam – 1985 – Wall Of Fools, Summerday Valley, Grampians-Nationalpark, Australien
- Venus Aphrodites – 1985 – Eagles Head, Grampians-Nationalpark, Australien
- You Gotta Say Yes To Another Excess – 1986 – Monnarie
- Labyrinths – 1989 – Crag X, Grampians-Nationalpark, Australien

### 7a (5.11c/24)
- Top Cat – 1981 – Mount Arapiles, Australien – gemeinsam mit ihrem Bruder Chris Shepherd
- Raving Loonies – 1986 –The Fortress, Grampians-Nationalpark, Australien – Mehrseillängenroute (110 m) mit Steve Monks
- Amnesty International – 1988 – Amnesty Wall, Grampians-Nationalpark, Australien
- Warmonger – Mount Arapiles, Australien – Onsight